# Dorysthenes paradoxus
Dorysthenes paradoxus är en skalbaggsart som först beskrevs av Franz Faldermann 1833.  Dorysthenes paradoxus ingår i släktet Dorysthenes och familjen långhorningar. Inga underarter finns listade i Catalogue of Life.